# کوه هشتاد

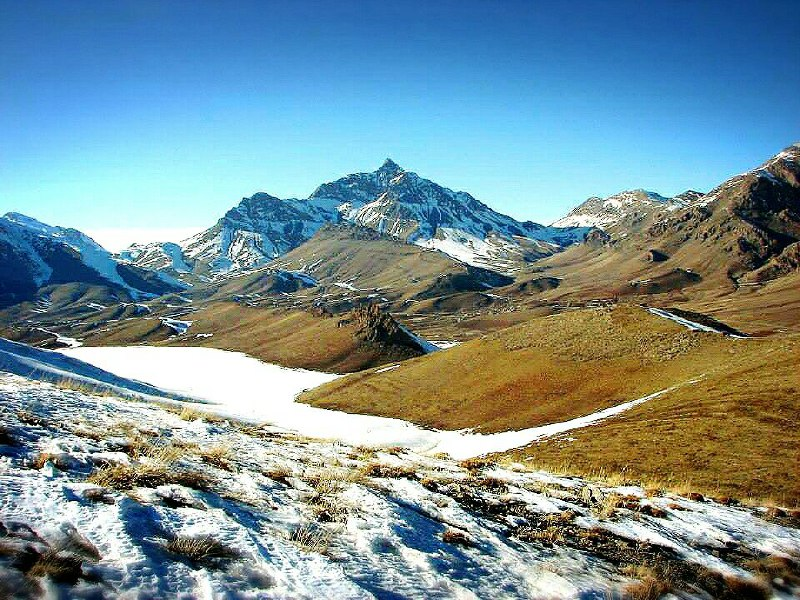
نمای از کوه هشتاد

کوه هشتاد ۳۹۰۴ متر ارتفاع دارد و در غرب شهر فریدون‌شهر و در نزدیکی روستای چقیورت قرار دارد. بلندترین قله رشته کوه آخوره می‌باشد.